# 植物図鑑 (小説)
『植物図鑑』（しょくぶつずかん）は、角川書店より出版された有川浩のライト文芸、恋愛小説。イラストはカスヤナガト。角川書店のケータイ小説サイト「小説屋 sari-sari」で2008年6月から2009年4月まで連載され、2009年6月に角川書店から刊行。2013年1月に幻冬舎から文庫版刊行。読者と書店員が選ぶ「みんなの幻冬舎文庫（書店編）」第1位や「第1回ブクログ大賞」小説部門大賞を受賞しており、2015年7月時点で累計80万部超え。
『花とゆめ 文系少女』、『ザ花とゆめ』（ともに白泉社）にて堤翔により漫画化され、「花とゆめCOMICS」より全3巻が刊行された。
2016年、岩田剛典・高畑充希のW主演で実写映画化。

## 書籍情報
- 単行本（角川書店、2009年6月30日発売[6]、ISBN 978-4-04-873948-1）
- 文庫本（幻冬舎文庫、2013年1月9日発売[7]、ISBN 978-4-344-41968-1）

## あらすじ
ある冬の晩。終業後の飲み会から自宅マンションに帰ってきたさやかは、マンションの前で行き倒れている1人の男を見つける。所持金が尽き、困窮極まっていたその男は「お嬢さん、よかったら俺を拾ってくれませんか」「咬みません。躾のできた良い子です」と、さやかに一晩の寝床と食事を求めてきた。自分を捨て犬になぞらえたその物言いを面白がったさやかは、つい彼を部屋に上げてしまい、カップラーメンと風呂場を提供することにした。
翌朝鼻をくすぐる料理の匂いで目覚めたさやかは、使えるものはないと思っていた冷蔵庫の有り合わせだけで男が朝食を作っていたことと、その味に驚く。出て行こうとする男が惜しくなったさやかは、「行くあてがないなら、ここにいたらいい」と、無理矢理引き止める。条件は寝床の提供と生活費の管理権、それに家事全般をこなしてもらうこと。男は躊躇したものの、そもそも困窮していたことは確かだったこともあり、しばし考えてその提案を受けた。男は「イツキ」と名乗ったが、それ以外は話してくれない。問い詰めることでイツキが去ってしまうことを想像してしまったさやかは、何も聞かなかった。
それからひと月が経ち、春先になった。イツキが近くのコンビニで平日深夜のアルバイトを始め、ふたりがルームシェアに慣れてきたころ、さやかは仕事のミスが重なりひどく荒れていた。見かねたイツキは「近所の河川敷を散歩しないか」とさやかを誘う。イツキの「趣味」でもある野草採集のためであったが、都会っ子であったさやかには、それが新鮮に感じられた。自分で採取し、イツキが料理した、ふきのとうの天ぷらやふきの混ぜご飯、つくしの佃煮。自分の趣味につき合わせたことや、それが面白かったのかどうかを気にしていたイツキに、さやかはまた連れて行ってほしいとねだる。普段の暮らしや狩りを通じて、さやかはイツキを意識していった。
そうしてふたりは「週末の狩り」を重ねていく。ある狩りの日、訪れた沢でさやかは転び、足首から下を冷えた沢の水に浸してしまう。イツキはとっさに自分が持っていたハンカチを差し出したが、そのハンカチは、野草採集のような外遊びを好むイツキには似合わない、ブランドもののこじゃれたハンカチだった。バイト先でもらったと取り繕うイツキ。しかし、そんなハンカチを渡すのはたいてい女性で、しかも好意を持たれているのだと気付いてしまったさやかには、引っ掛かりが残る。たった1枚のハンカチ程度で揺らぐ想いと関係にいてもたってもいられなくなったさやかは、バイト中のイツキを訪ねた。ちょうど「ハンカチの送り主」とはち合わせてしまったさやかはふて、イツキに「帰る」とだけ告げて帰るが、追いかけてきたイツキと口げんかになり、関係をさらにこじれさせてしまう。
翌日、こじれてしまったままに仕事に出て、終業後の飲み会にも飛び入り参加したさやかだが、酔うと送り狼になるといわれる同僚と帰途に就くことになってしまう。最寄駅までついてきてもなお帰らない同僚を帰らせたのは、バイトを休み駅までさやかを迎えに来たイツキだった。同僚との関係を問うイツキだが、さやかは突っぱね、その勢いでハンカチの送り主であるバイト先の女性店員に対する嫉妬とイツキに対する好意を吐露する。イツキも、良き同居人でいるために自分の気持ちを抑えるのはつらかったと好意を告げ、晴れてふたりは結ばれる。
幸せな日常を送るふたりであったが、あるとき「ごめん、またいつか。」という書き置きだけを残してイツキは姿を消す。いつからか別れを予感してはいたさやかだが、「イツキ」という名前しか知らず、それでもいいと思っていたのにと、イツキを忘れることができない。イツキの残した「狩りの習慣」をなぞりながら、さやかはいつ戻るか知れないイツキを待ち続ける。
イツキが消えてから1年余りが経った、さやかがはじめてイツキを拾った日のような、冬の晩。イツキは帰ってきた。泣いて詰るさやかに、イツキは自分のことを話す。生い立ち、自分の家族のこと、そこから逃げたこと。さやかといるのは幸せだったが、そのままではいられないと感じたこと。それらにかたをつけたこと。そしてイツキは、さやかに結婚してほしいという。さやかはそれを受け入れ、イツキがいない間のことをイツキに話し始めたところで、物語は終わる。

## 主な登場人物
河野さやか（こうの さやか）
主人公。イツキを“拾った”OLで、以降奇妙な同居を始める。8月15日生まれで、作中春の時点で26歳。親類が度々お見合いをセッティングしようとするため、休暇の際に実家に帰ることはほぼない。
最寄り駅から程近い、新婚向けの間取りのマンションの1階に住んでいるが、リフォーム済み・築20年であるため「マンション」と言うより「アパート」と言ったほうが近い物件であり、家賃は割と安いらしい。
自炊や家事は基本的に苦手で食生活はあまりよくないが、形から入るタイプで、1人暮らし開始直後に器具はそこそこ揃えている。
街中で生まれ育ったため、絵本などで見た野草に幼い頃から憧れており、樹に教わって野草を「狩り」始めてからは、彼が作る、それらを使った料理にハマる。また、ポケット図鑑を買って積極的に調べるようになった。
『ダ・ヴィンチ』2013年5月号の有川浩特集における「好きなカップルランキング」では、樹とともに第2位を獲得。
日下部 樹（くさかべ いつき）
さやかのマンションの前に行き倒れていた青年。さやかに拾われ、家事全般と金銭管理を引き受ける条件で同居を始める。3月1日生まれ。さやかと同い年だが早生まれのため、学年はひとつ上。
ザックひとつに手荷物を収めて全国を放浪しており、資金調達のためのアルバイトで居酒屋にいたこともあるため、料理は一通りこなせる。野草類に詳しく、さらにはそれを使った料理も得意。さやかを川原などへ誘っては「狩り」と称した植物採集にいそしむ。
有名な華道家の長男だが、切花を生けるより野草を観察するのが好きで、実家と折り合いが悪い。植物の写真を撮るのが趣味で、数少ない持ち物の一つであるデジタル一眼レフで写真を撮っては、ノートパソコンに保存している。
さやかとの同居が長くなるうち、「このままではいけない」とけじめをつけることを選んで、ある日不意に姿を消した。それから約1年の後、実家の相続権を放棄することで自由を得て、大学教授の助手になり、さやかに会いに行く。

## 漫画
- 堤翔、有川浩（原作）『植物図鑑』 白泉社〈花とゆめコミックス〉、全3巻
  1. 2014年7月18日発売、ISBN 978-4-592-21760-2
  2. 2015年11月20日発売、ISBN 978-4-592-21761-9
  3. 2016年5月20日発売、ISBN 978-4-592-21762-6

## 映画
『植物図鑑 運命の恋、ひろいました』（しょくぶつずかん うんめいのこい ひろいました）のタイトルで、2016年6月4日公開。監督は三木康一郎、脚本は渡辺千穂、主演は岩田剛典と高畑充希、配給は松竹、企画＆プロデュースはホリプロ。
初顔合わせとなる岩田と高畑は、ともに映画初主演。2015年6月13日にクランクインし、同年7月下旬、クランクアップ。

### 映画版あらすじ
2月のある日、さやかは仕事で待ち合わせをしていたが、相手が現れない。見渡すと周りの人には家族や恋人がいて皆幸せそうに見え、自分が一人ぼっちなことを改めて感じる。母が再婚したのを機に、勤め先の不動産屋から古いが安くて程度のいい団地の部屋を紹介してもらい独り暮らしをしているのだった。待ち合わせ場所から職場に戻ると、場所を確認していないさやかが悪いと上司から大目玉を食う。
帰宅後にコンビニ弁当と缶酎ハイでストレスを発散するが、酎ハイが最後の1本だったことに気付く。その1本を開けてほろ酔いのさやかは、いったんベッドに入るが夢見心地で追加の缶酎ハイを買いに行く。その帰り、雪が降り出すほど寒い日だったが、自分の部屋の前の駐輪場に男の人が倒れていることに気付く。心配して声をかけると、「お腹がすいて歩けません。拾ってくれませんか？　噛みません。しつけのできたよい子です。」という言い方に大笑いし、部屋にあげてカップ麺を作ってあげる。彼は出来上がりまでの3分が待てず、固いままのカップ麺をあっという間にたいらげ、丁寧にお礼をいい、部屋を出ようとする。そこでさやかは、彼の髪が汚れていることに気づき、シャワーを勧め、そのままうたた寝してしまう。
翌朝、香りのついた夢で目が覚めるが、それは彼がありあわせの材料で作った朝食の香りだった。一緒に朝食を食べたさやかは、これからも彼の朝食を食べたくなり、ずっといていいと提案し2人の同居生活が始まる。彼は苗字が嫌いなので樹と呼んで欲しい、6か月だけ居させて欲しいといい、毎日の朝夕食、さやかのお昼のお弁当づくりを買って出る。さやかは食費と生活費でまず5万円を渡そうとするが、4万あれば1か月すべての食費と生活費は賄えるという。小遣いも必要なのではと聞くが、樹は深夜のバイトを始めたのでいらないという。さやかの入浴を覗こうとするわけでもなく、仕事で失敗すると癒してくれ、明かりのついた部屋に帰れる同居生活に幸せを感じるのだった。
ある日樹から、バイト代でお揃いの自転車を買ったので河原へ行こうと誘われ、そこで野草を摘んだり、写真を撮る樹の趣味を知る。また、持ち帰った野草からつくられた料理に感激し、さやかも植物に興味を持ち始め野草の本を買う。2人で食材の野草摘みや野草の花の鑑賞、花冠を作るうち樹に惹かれるようになるが、さやかには樹の歳も誕生日も苗字さえもわからない。
5月のある日、いつものように2人で河原に野草を摘みにきたところ、さやかが片足を川に落としてしまう。樹は、冷えないようにと靴の中に入れるハンカチを渡すがブランド物だったためどうしたのかと尋ねたところ、樹はバイト仲間から送られた物という。女性の影を感じたさやかは樹のバイト先に出かけ、そこでハンカチの送り主を知ってしまい、彼女が樹を日下部君と苗字で呼んでいるのを見て樹に抗議するがあしらわれる。
同僚のアフターファイブも断って、まっすぐ部屋に帰って樹の夕飯を食べていたさやかだったが、そんなこともあり職場の飲み会への参加をOKする。飲み会の後、さやかの職場の先輩が送りオオカミを狙うが、駅まで迎えに来ていた樹に助けられる。樹に、愛想がよすぎるから狙われるんだとたしなめられるが、そんなことを言われる筋合いはない、樹にはハンカチをくれる女性がいるじゃないかと突っぱねる。言われた樹もむきになってしまい、口論の末、さやかは樹が好きだからそんな女性がいるのは許せなかったと告白してしまう。樹も実はさやかが好きだったと告白し、その日から2人の同居生活は恋人同士の生活に変わる。
甘い恋人同士の生活が続き、さやかの誕生日8月15日を迎える。その日は樹との同居の約束期限、6か月が過ぎる日でもあった。気になるさやかは急いで部屋に帰るが、部屋は真っ暗で約束通り樹がいなくなったと思ってしまう。ところがそれはサプライズ誕生日にする樹の作戦だった。樹の手作りのケーキとプレゼントの植物図鑑で祝ってもらい幸せいっぱいのさやかだった。
さやかはいつもどおり職場で樹のお弁当を食べ部屋に帰ると、テーブルの上にさやかの写真と山菜料理のレシピノートが置いてあり樹がいなくなっていた。あわてて樹のバイト先に行ったが2日前に辞めていた。樹の情報を得ようと藁をもすがる思いで、すでに辞めているハンカチの送り主の女性の連絡先を聞き出そうとするが断られてしまい、さやかは樹との接点を失ってしまう。
お昼はコンビニのおにぎりという元の生活に戻ったさやかだったが、ある日ハンカチの送り主の女性が通勤で降りる駅が、自分と同じ駅であることに気付く。彼女から情報を聞き出そうと後をつけるがストーカー行為でつかまってしまい、何も聞けないまま終わってしまう。
樹がいないまま、野草を摘むのも山菜料理を作るのも1人であることに慣れてきた頃、ふたたび廻ってきたさやかの誕生日に1冊の植物図鑑が送られてきた。それは樹自身が写真を担当した植物図鑑だった。その出版記念パーティーがあることを知り会場に駆けつけるが、そこで樹はすでに別世界の人だと知る。落胆し会場から帰ると、出会った時と同じ駐輪場に樹がいて、一緒に河原に行こうと誘われる。
職場でまたお弁当生活になったさやか。お弁当を開く左手の薬指には指輪が光っている。お弁当をほめてくれた同僚には「旦那さんが作ってくれたの」と幸せいっぱいの笑顔で答えるのだった。

### キャスト
- 日下部樹 - 岩田剛典 （EXILE/三代目J Soul Brothers from EXILE TRIBE）
- 河野さやか - 高畑充希
- 竹沢陽平 - 阿部丈二
- 野上ユリエ - 今井華[12]
- 玉井千秋 - 谷澤恵里香
- 警察官 - 相島一之
- 来店客 - 酒井敏也
- 内覧客 - 木下隆行
- 山崎誠 - ダンカン
- 登来柳明 - 大和田伸也
- 河野典子 - 宮崎美子

### スタッフ
- 監督 - 三木康一郎
- 脚本 - 渡辺千穂
- 音楽 - 羽毛田丈史
- 主題歌 - Flower「やさしさで溢れるように」[13]
- 音楽プロデューサー - 志田博英
- 植物学監修 - 國府方吾郎（国立科学博物館）
- VFX・CG - 白組、PAGODA LLC、Terabyte Inc.
- プロデューサー - 石塚慶生、石田聡子
- 企画・プロデューサー - 井上竜太
- 配給 - 松竹
- 制作プロダクション - ホリプロ
- 制作協力 - 松竹撮影所、イメージ・フィールド
- 製作者 - 大角正、堀義貴、森広貴、見城徹、木下直哉、三宅容介、坂本健
- 製作委員会メンバー - 松竹、ホリプロ、LDH、幻冬舎、木下グループ、ポニーキャニオン、ローソンHMVエンタテイメント

### 受賞歴（映画）
- 第41回報知映画賞（2016年） - 新人賞（岩田剛典）[14]
  - 新人賞（岩田剛典）
- 第40回日本アカデミー賞（2017年）[15]
  - 新人俳優賞（高畑充希、岩田剛典）
  - 話題賞　俳優部門（岩田剛典）[16]

### 関連商品
オフィシャルブック
- 「植物図鑑 運命の恋、ひろいました」オフィシャルブック（2016年4月21日、幻冬舎）